# Wychowanie moralne
Normy moralne – elementy tworzące kulturę, nakazy postępowania akceptowane w danym kręgu kulturowym, których przestrzegania oczekuje się od wszystkich ludzi z danego kręgu.
Postawa moralna – jest ukształtowana w wyniku oddziaływań wychowawczych, względnie stała organizacja wiedzy, uczuć i motywów powodujących ustosunkowanie się jednostki do zjawisk moralnych w tej rzeczywistości w której człowiek żyje a wdrażających się w działalność.

## Wychowanie moralne
Wychowanie moralne – według Muszyńskiego jest to proces wychowania i rozwijania w jednostce cech ułatwiających jej współżycie z innymi osobami, postawy mające na celu dobro innych ludzi i ogólny pożytek, aktywne doskonalenie siebie przez prace na rzecz społeczeństwa.
Wychowanie moralne nie jest dziedziną autonomiczną, ale pozostaje w związku z innymi dziedzinami wychowania.
Muszyński wyróżnia:
1. stadium anomii moralnej:
  - faza amoralizmu – zachowania dziecka w tym okresie są niemoralne, ponieważ ono nie posiada świadomości moralnej i z tego powodu społeczeństwo zachowania akceptuje,
2. stadium heteronomii
  - logocentryzm – dziecko nie jest zdolne do rozumienia cudzych stanów psychicznych i zachowuje się wyłącznie dla uzyskania własnych korzyści i aby uniknąć kary,
  - konformizm – polega na uleganiu presji grupy w celu uzyskania akceptacji,
3. stadium socjonomii moralnej
  - konwencjonalizm moralny – człowiek identyfikuje się z normami moralnymi uznawanymi przez inne osoby, które są znaczące,
4. stadium autonomii moralnej
  - faza pryncypializmu moralnego – jednostka uznaje normy moralne za własne i dąży do przestrzegania ich w sposób absolutny. Jednostka jest bardzo krytyczna wobec wszystkich innych osób, które przekraczają normy moralne i ten etap przypada na jednostkę, w którym starała się ona rozstrzygać pewne dylematy moralne (15 – 17 lat),
  - faza racjonalizmu moralnego – jednostka zaczyna rozumieć zasady funkcjonowania norm moralnych w społeczeństwie, ale również zaczyna rozumieć złożoność egzystencji ludzkiej, zaczyna rozumieć relacje międzyludzkie, uznaje relatywizm moralny dla dobra innych ludzi,
  - faza idealizmu moralnego – jednostka rozwija własny system moralny na podstawie zinternalizowanych wartości i wartości są tutaj punktem odniesienia dla własnego postępowania i oceny postępowania innych ludzi. Jednostka jest tutaj w pełni uświadomiona, że kończąc tę fazę osiąga w swoim rozwoju.

Piaget udowodnił, że rozwój moralny człowieka przebiega(podobnie jak rozwój intelektualny) w stadiach.
1. W stadium pierwszym, tzw. "stadium realizmu moralnego" dzieci charakteryzuje automatyczne posłuszeństwo wobec zasad, bez rozumowania lub oceniania.Dziecko traktuje wszystkie dorosłe osoby mające autorytet jako wszechpotężne i stosuje się do nałożonych przez nie zasad,nie kwestionując ich słuszności. W tym stadium dzieci oceniają czyny jako dobre lub złe biorąc pod uwagę raczej ich konsekwencje niż ukrytą za nimi motywację.Zupełnie pomijają intencjonalność czynu, a czynią to ponieważ po prostu inaczej nie potrafią, takie po prostu są prawa rozwoju moralnego.
2. W stadium drugim (ok.7 - 12 rokiem życia) dzieci oceniają zachowania biorąc pod uwagę jego intencje. W tym stadium pojęcia dzieci o tym co słuszne zaczynają się zmieniać.Surowe i nieelastyczne pojęcia dobra i zła przejęte od rodziców stopniowo ulegają modyfikacji, w jej wyniku dziecko uznaje np. iż okłamywanie w niektórych sytuacjach jest usprawiedliwione i dlatego niekoniecznie złe.Dziecko potrafi już bowiem patrzeć na świat z różnych punktów widzenia, a to na skutek rozwoju intelektu.

Według Piageta, Kohlberga rozwój moralny zależy od rozwoju umysłowego, czyli od intelektu.Przebiega w dających się przewidzieć stadiach, odpowiadających stadiom rozwoju intelektualnego. W miarę jak zmieniają się zdolności spostrzegania i rozumienia, rozwijający się człowiek wchodzi na wyższy poziom rozwoju moralnego. Gdy rozwój umysłowy osiągnie poziom dojrzałości, taki też powinien być poziom rozwoju moralnego. W innym przypadku osobę uważa się za moralnie niedojrzałą, będącą pod względem jednej ze sfer rozwojowych na poziomie dziecka.
Jeśli chce się osiągnąć prawdziwą moralność, rozwój moralny musi obejmować dwie odrębne fazy : rozwój postępowania moralnego i rozwój pojęć moralnych.
Znajomość samych tylko zasad moralnych nie gwarantuje moralności postępowania, ponieważ zachowanie jest motywowane innymi czynnikami niż wiedza. Presje społeczne, sposób ich traktowania przez innych,posiadane pragnienia i jeszcze wiele innych czynników ma wpływ na to jak się człowiek zachowa gdy będzie musiał dokonać wyboru.
Dlatego do rozwoju moralnego niezbędna jest też faza intelektualnego uczenia się pojęć moralnych, zasad tego co dobre a co złe w abstrakcyjnej, zwerbalizowanej formie. A na skuteczność takiej nauki należy czekać aż człowiek będzie zdolny do intelektualnego uogólniania i przenoszenia zasad postępowania z jednej sytuacji na inną.
Dopiero uogólnione pojęcia moralne, będące odzwierciedleniem wewnętrznym wartości społecznych można nazwać wartościami moralnymi.
Kohlberg ujmuje rozwój moralny w ramach trzech poziomów:
1. Przed konwencjonalny (wiek przedszkolny i młodszy wiek szkolny). Wyróżnia się tu:stadium „kary i posłuszeństwa” oraz :relatywizm instrumentalny”.
2. Konwencjonalny-13-16 rok życia. Wyróżnia się tu:stadium „dobry chłopiec/dziewczyna”, stadium „prawo i porządek”.
3. Postkonwencjonalny-po 16 roku życia do 20 roku życia. Wyróżnia się tu: stadium „umowy społecznej i legalizmu” stadium „uniwersalnych zasad sumienia”."Dobry chłopiec/ dziewczynka" Każda czynność jest oceniana jako dobra albo zła. Bierze się pod uwagę intencje jednostki, nie tylko konsekwencje danej czynności. Zachowanie zgodne z ogólnie przyjętymi normami społecznymi i rodzinnymi. „prawo i porządek”Podobnie jak w stadium poprzednim reguły i normy społeczne muszą być postrzegane. Przejawia się szacunek dla autorytetów.